# Durezza di Janka

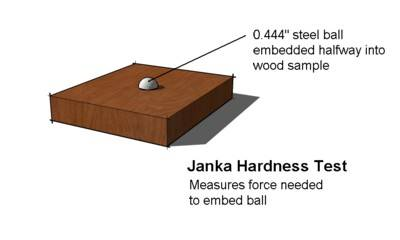
Il test

Il test di durezza di Janka (da Gabriel Janka, 1864-1932, austriaco emigrato negli Stati Uniti e impiegato come ricercatore per la Forest Products Lab of the US Department of Agriculture) misura la resistenza all'ammaccatura e all'usura di un tipo di legno. La misura consiste nel determinare la forza necessaria a far sì che una sfera di acciaio del diametro di 11,28 millimetri penetri per metà del suo volume all'interno del legno sotto esame. Un utilizzo comune di questo tipo di test è quello di determinare se una determinata specie è adatta alla pavimentazione.
La durezza del legno varia con la direzione delle sue venature. Quando il test viene effettuato perpendicolarmente alle venature si parla di "durezza laterale". Quando il test viene effettuato in corrispondenza della superficie di taglio di un ceppo si parla di "durezza terminale".
I risultati sono espressi in varie unità di misura che possono generare confusione quando le stesse non vengono specificate. Negli Stati Uniti la misura è data in libbre forza (lbf), in Svezia in chilogrammi-forza (kgf) e in Australia in Newton (N) o in kilo Newton (kN). Talvolta i risultati sono espressi in unità Janca, come ad esempio nella dicitura "660 Janka".